# Ciche dni (album Kaśki Sochackiej)
Ciche dni – debiutancki album studyjny polskiej piosenkarki Kaśki Sochackiej. Wydawnictwo ukazało się 26 marca 2021 nakładem wytwórni muzycznej Jazzboy Records.
Album jest utrzymany w stylu muzyki pop. Składa się z wersji standardowej (1 CD), wersji specjalnej (2 CD) i płyty analogowej (1 LP).
Płyta zadebiutowała na 5. miejscu polskiej listy sprzedaży – OLiS. Wydawnictwo uzyskało status potrójnej platynowej płyty, przekraczając liczbę 90 tysięcy sprzedanych kopii.
Nagrania były promowane singlami: „Jeszcze”, „Ciche dni”, „Boję się o Ciebie” i „Z soboty na niedzielę”.

## Lista utworów
Opracowano na podstawie materiału źródłowego.
| Ciche dni – Wersja standardowa | Ciche dni – Wersja standardowa                         | Ciche dni – Wersja standardowa                                   | Ciche dni – Wersja standardowa                                     | Ciche dni – Wersja standardowa |
| Nr                             | Tytuł utworu                                           | Słowa                                                            | Muzyka                                                             | Długość                        |
| ------------------------------ | ------------------------------------------------------ | ---------------------------------------------------------------- | ------------------------------------------------------------------ | ------------------------------ |
| 1.                             | „Wiśnia”                                               | Katarzyna Sochacka-Kasznia, Agata Trafalska                      | Katarzyna Sochacka-Kasznia                                         | 4:07                           |
| 2.                             | „Nie było cię”                                         | Katarzyna Sochacka-Kasznia, Agata Trafalska, Jakub Skorupa       | Katarzyna Sochacka-Kasznia, Marcin Ułanowski                       | 3:49                           |
| 3.                             | „Ciche dni”                                            | Katarzyna Sochacka-Kasznia, Agata Trafalska                      | Katarzyna Sochacka-Kasznia, Aleksander Świerkot, Lesław Matecki    | 5:02                           |
| 4.                             | „Znowu jestem w punkcie, który dawno temu już minęłam” | Katarzyna Sochacka-Kasznia                                       | Katarzyna Sochacka-Kasznia, Aleksander Świerkot                    | 3:25                           |
| 5.                             | „Mróz”                                                 | Katarzyna Sochacka-Kasznia                                       | Katarzyna Sochacka-Kasznia, Arkadiusz Żurecki                      | 3:16                           |
| 6.                             | „Spędź ze mną trochę czasu jeszcze”                    | Katarzyna Sochacka-Kasznia, Agata Trafalska, Łukasz Federkiewicz | Katarzyna Sochacka-Kasznia, Aleksander Świerkot, Piotr Madej       | 4:46                           |
| 7.                             | „Z soboty na niedzielę”                                | Katarzyna Sochacka-Kasznia, Agata Trafalska, Piotr Ruciak        | Katarzyna Sochacka-Kasznia, Arkadiusz Żurecki, Aleksander Świerkot | 4:02                           |
| 8.                             | „Dla mnie to już koniec” (oraz Kortez)                 | Katarzyna Sochacka-Kasznia, Łukasz Federkiewicz                  | Katarzyna Sochacka-Kasznia, Aleksander Świerkot                    | 3:07                           |
| 9.                             | „Boję się o Ciebie” (oraz Vito Bambino)                | Katarzyna Sochacka-Kasznia, Mateusz Dopieralski                  | Aleksander Świerkot                                                | 2:56                           |
| 10.                            | „Balkon”                                               | Katarzyna Sochacka-Kasznia                                       | Katarzyna Sochacka-Kasznia, Aleksander Świerkot                    | 3:53                           |
|                                |                                                        |                                                                  |                                                                    | 38:23                          |

| Ciche dni – Wersja specjalna (2 CD) | Ciche dni – Wersja specjalna (2 CD)        | Ciche dni – Wersja specjalna (2 CD)                                      | Ciche dni – Wersja specjalna (2 CD)                                  | Ciche dni – Wersja specjalna (2 CD) |
| Nr                                  | Tytuł utworu                               | Słowa                                                                    | Muzyka                                                               | Długość                             |
| ----------------------------------- | ------------------------------------------ | ------------------------------------------------------------------------ | -------------------------------------------------------------------- | ----------------------------------- |
| 1.                                  | „Śnie”                                     | Katarzyna Sochacka-Kasznia, Łukasz Federkiewicz, Agata Trafalska         | Katarzyna Sochacka-Kasznia                                           | 3:50                                |
| 2.                                  | „Zachody”                                  | Katarzyna Sochacka-Kasznia                                               | Katarzyna Sochacka-Kasznia, Arkadiusz Żurecki                        | 4:04                                |
| 3.                                  | „Trochę tu pusto”                          | Katarzyna Sochacka-Kasznia                                               | Katarzyna Sochacka-Kasznia, Arkadiusz Żurecki                        | 2:48                                |
| 4.                                  | „Jeszcze”                                  | Katarzyna Sochacka-Kasznia, Agata Trafalska, Jakub Skorupa, Daria Ryczek | Katarzyna Sochacka-Kasznia                                           | 3:30                                |
| 5.                                  | „Porzucić”                                 | Katarzyna Sochacka-Kasznia, Agata Trafalska                              | Katarzyna Sochacka-Kasznia                                           | 4:30                                |
| 6.                                  | „Trochę tu pusto (Live – Kino Sława)”      | Katarzyna Sochacka-Kasznia                                               | Katarzyna Sochacka-Kasznia, Arkadiusz Żurecki                        | 2:49                                |
| 7.                                  | „Mróz 2014”                                | Katarzyna Sochacka-Kasznia                                               | Katarzyna Sochacka-Kasznia, Arkadiusz Żurecki                        | 2:27                                |
| 8.                                  | „Wiśnia (live)” (oraz Kortez)              | Katarzyna Sochacka-Kasznia, Agata Trafalska                              | Katarzyna Sochacka-Kasznia                                           | 5:09                                |
| 9.                                  | „Dla mnie to już koniec (pierwsza wersja)” | Katarzyna Sochacka-Kasznia                                               | Katarzyna Sochacka-Kasznia, Łukasz Federkiewicz, Aleksander Świerkot | 2:51                                |
| 10.                                 | „Jolibou” (oraz John Mitko)                | John Mitko                                                               | John Mitko                                                           | 3:04                                |
|                                     |                                            |                                                                          |                                                                      | 35:02                               |

## Pozycje na listach sprzedaży

### Pozycje na listach tygodniowych
| Kraj   | Lista (2021)  | Najwyższa pozycja |
| ------ | ------------- | ----------------- |
| Polska | OLiS – albumy | 5                 |

## Certyfikat
| Kraj          | Certyfikat         | Sprzedaż |
| ------------- | ------------------ | -------- |
| Polska (ZPAV) | 3× platynowa płyta | 90 000+  |

## Wyróżnienia
| Rok  | Konkurs        | Kategoria            | Rezultat | Źr.    |
| ---- | -------------- | -------------------- | -------- | ------ |
| 2022 | Fryderyki 2022 | Album roku indie pop | Wygrana  | [ 12 ] |